# Het Clockarium Museum
Het Clockarium Museum (Frans: Musée du Clockarium), kortweg Clockarium, is een museum van klokken in de gemeente Schaarbeek in het Brussels Hoofdstedelijk Gewest.
Het museum herbergt een verzameling van ongeveer dertienhonderd klokken die gemaakt zijn van faience-aardewerk. Het bevindt zich sinds 2001 in een art-deco-pand aan de Auguste Reyerslaan dat in de jaren 1930 werd ontworpen door architect Gustave Bossuyt.
De uurwerken stammen uit de periode van het interbellum en komen uit verschillende landen, met name België en Noord-Frankrijk. Het gaat vooral om mantelklokken die zich in het verleden op de schouwmantel bevonden van open haarden.